# ジョン・ブレンキンソップ

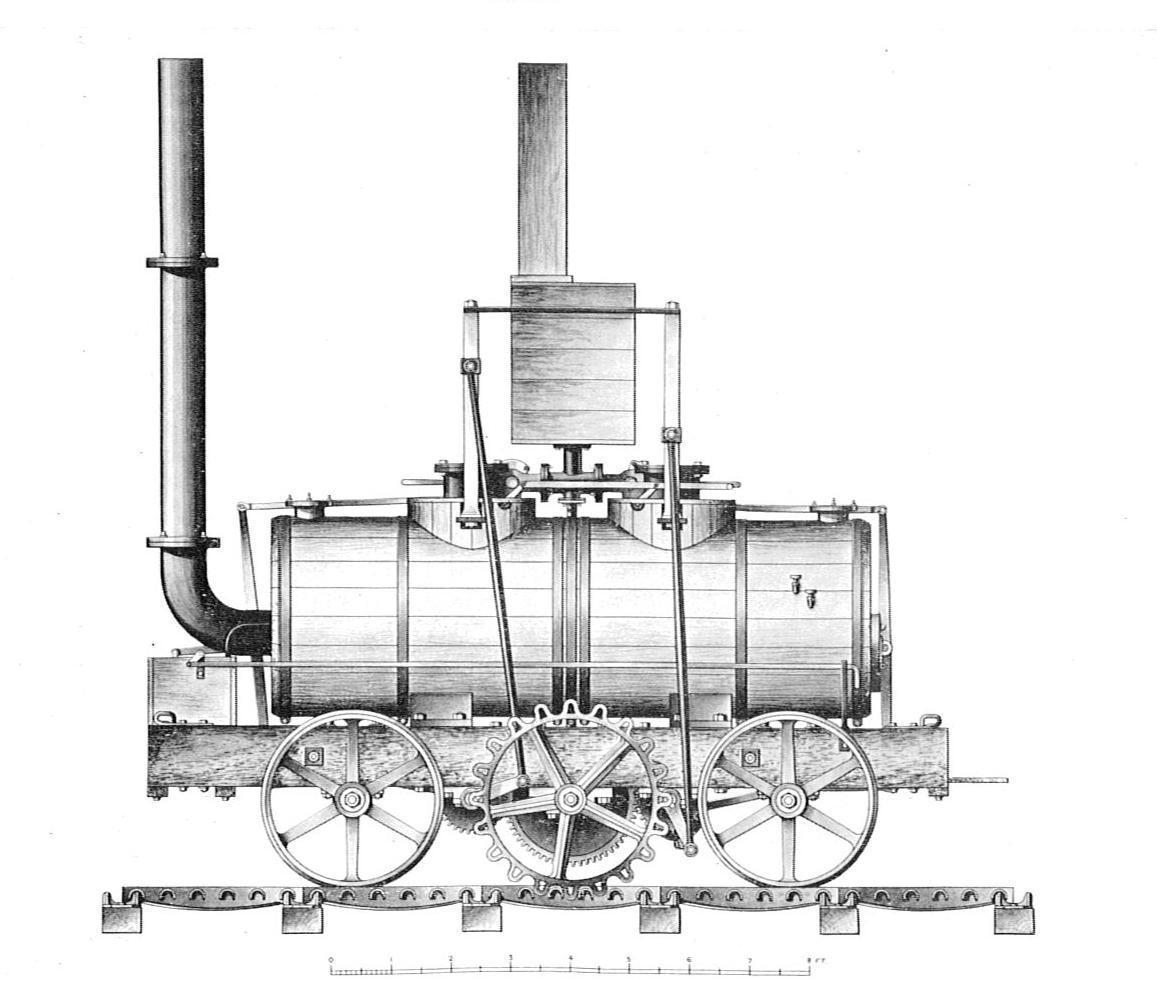
ブレンキンソップのラック式機関車

ジョン・ブレンキンソップ（John Blenkinsop、1783年 - 1831年）は、イギリスの鉱山技術者で、また蒸気機関車関連の技術の発明者でもあり、最初の実用的な鉄道用機関車を設計した。
ブレンキンソップは、リーズ近郊のロスウェル (Rothwell) で生まれ、従兄弟でノーザンバーランドの炭鉱監督であったトーマス・バーンズ (Thomas Barnes) の弟子となった。1808年から、リーズ近郊のミドルトン (Middleton) で炭鉱主をしていたチャールズ・ジョン・ブランドリング (Charles John Brandling) の代理人となった。
1758年にこの炭鉱では、石炭をリーズまで輸送するために、今日ではミドルトン鉄道 (Middleton Railway) として知られている馬車鉄道を敷設した。敷地の全てをブランドリングが所有しているわけではなく、議員立法によって他人の土地の地役権を取得することが認められた最初の鉄道であった。
リチャード・トレビシックは蒸気機関車の製造を始めており、1805年にワイラムの炭鉱向けに製作した機関車にその成果が現れていた。だが、鋳鉄製の板状のレールはその機関車の重量を支えることができず、機関車は放棄されることになってしまった。しかし、ナポレオン戦争に伴う馬の不足と飼料の高騰は蒸気機関車の利用を相対的に魅力のあるものとし、さらなる開発を促すことになった。さらに、ミドルトン鉄道には1807年頃により強度を高めた新しい縁付きの鋳鉄レールが敷設された。
ウィリアム・ヘドリーなど多くの人々は、5 トンほどにも達する機関車であれば粘着式鉄道でも十分な牽引力を発揮できると考えていたが、ブレンキンソップにはそれほどの自信がなかった。1811年に彼は機関車用のラック・アンド・ピニオン機構（ラック式鉄道）の特許を取得し、これはホルベック (Holbeck) のフェントン・マレー・アンド・ウッド社 (Fenton) のマシュー・マレーにより設計・製造された。
その当時の一般的な考えでは、機関車は良好な条件下では機関車自体の重量の4倍の貨物を粘着力のみで牽引できるものとされていたが、ブレンキンソップはより多くを求め、彼の5 トンほどの機関車では通常90 トンの貨物を牽いていた。最初の機関車はサラマンカ号 (The Salamanca) で1812年に造られ、さらにプリンス・リージェント (Prince Regent) 、ロード・ウィリングトン (Lord Willington) 、マーキス・ウェリントン (Marquis Wellington) の3両が製造された。機関車はウィガンやニューカッスル・アポン・タインにある炭鉱向けにも製造された。この種類の機関車はベルリンの王立鉄工所でも製作された。こうした機関車は、二つの位相を変えたシリンダーを備えた最初のもので、またトレビシックの設計と異なり、フライホイールを備えていなかった。このシリンダーが歯車つき車輪を駆動し、この車輪が一方のレールの脇に敷かれたラックと噛み合わせられていた。このラック式機関車のうちの1両は二つの8インチ×20インチのシリンダーを備えていたとされ、車輪をクランクで駆動していた。クロスヘッドはガイドに沿って動くようになっており、初期の機関車の大半がそうであったような平行運動で制御されるのではなかった。この機関車は20年ほど用いられた。
1820年に錬鉄製のレールが作られて、より重い粘着式機関車を許容できるようになると、こうしたラック式設計はすぐに置き換えられることになった。粘着式機関車はジョージ・スチーブンソンなどによって実用化されることになった。
ブレンキンソップはリーズで1831年1月に亡くなり、ロスウェル教区の教会に葬られた。